# Paracytheropteron
Paracytheropteron is een geslacht van kreeftachtigen uit de klasse van de Ostracoda (mosselkreeftjes).

## Soorten
- Paracytheropteron calcaratum (Seguenza, 1880) Ballent, 1980 †
- Paracytheropteron nivalis Hu & Tao, 2008
- Paracytheropteron pellegrinense Ballent, 1980 †